# HAND IN HAND 〜ミッドナイトパーティー〜
HAND IN HAND 〜ミッドナイトパーティー〜は、MBSラジオで1979年4月3日から1982年4月3日まで平日の深夜の時間帯で放送されていたラジオ番組。
なお放送開始・終了日などはあくまで暦日で表記しているため、注意のこと。

## 放送時間
- 1979年4月2日 - 1980年3月、毎週火曜日から土曜日（月曜 - 金曜深夜）2:00 - 3:00
- 1980年4月 - 1982年4月2日、毎週火曜日から土曜日（月曜 - 金曜深夜）1:30 - 2:30

## パーソナリティ

### 月曜
- 山本雄二、杉本るみ

### 火曜
- 矢沢透（アリス）、加藤逸子 （1979年4月 - 1981年3月）
- 遠藤賢司、須藤薫 （1981年4月 - 1982年4月）

### 水曜
- 住出勝則、滝ともはる（1980年9月まで）
- 桂雀々、安藤久美子[注釈 1]（1980年10月 - 1982年3月）

### 木曜
- やしきたかじん、海援隊、村山一海（クールス）（1980年9月まで）
- やしきたかじん、河合奈保子、村山一海 （1980年10月 - 1981年3月）
- 北沢英三、森本隆、なかやまて由希（1981年4月 - 1982年3月）

### 金曜
- 堀内孝雄、とよだきしこ

## テーマ曲
- ハービー・マン「New Orleans」[1]

## 主なコーナー
山本雄二&杉本るみの日
- 『何でもベストスリー』
  - 「B面曲ベスト3」「エッチな曲ベスト3」など、あらゆる曲でベスト3のランキング付けを行う[2]。

矢沢透&加藤逸子の日
- 『ミュージックツアー』[2]

住出勝則&滝ともはるの日
- 『落ちこぼれハガキコーナー』
  - 同じMBSの『ヤングタウン』や他局の番組で採用されなかったはがきに、もう一度読まれるチャンスを与えていたコーナー[2]。
  - 他